# Liste der größten Moscheen
In der folgenden Liste der größten Moscheen werden Moscheen aus der ganzen Welt nach ihrer Kapazität aufgelistet, die zu einer islamischen Schule oder einem islamischen Zweig gehören und mindestens 15.000 Gläubige in allen verfügbaren Plätzen wie Gebetsräumen, Innenhöfen und Portiken aufnehmen können. Alle Moscheen in dieser Liste sind auch als Jama Masjids bekannt – eine Art Moschee, in der das Freitagsgebet (bekannt als Dschumʿa) in der Gemeinde stattfindet. Aufgrund der Unvollständigkeit dieser Liste sind Moscheen nicht mit einer Rangzahl versehen.

## Liste
| Name                                                                                         | Kapazität                    | Fläche (m2) | Stadt                    | Land                         | Architekturstil                   | Baujahr | Bild |
| -------------------------------------------------------------------------------------------- | ---------------------------- | ----------- | ------------------------ | ---------------------------- | --------------------------------- | ------- | ---- |
| Al-Harām-Moschee arabisch ٱلمـسـجد الـحـرام                                                  | 1.500.000                    | 356.000     | Mekka                    | Saudi-Arabien                | Islamisch                         | vor 638 |      |
| Prophetenmoschee arabisch المسجد النبوي                                                      | 1.000.000                    | 384.000     | Medina                   | Saudi-Arabien                | Islamisch                         | 623     |      |
| Große Jamia-Moschee Urdu گرینڈ جامع مسجد                                                     | 800.000                      | 200.000     | Karatschi                | Pakistan                     | Islamisch                         | 2023    |      |
| Imam-Reza-Schrein persisch حرم امام رضا                                                      | 700.000                      | 270.000     | Mashhad                  | Iran                         | Persisch                          | 729     |      |
| Al-Aqsa-Moschee arabisch المسجد الأقصى                                                       | 400.000                      |             | Jerusalem                | Israel/ Palästina            | Islamisch                         | 717     |      |
| Faisal-Moschee Urdu فیصل مسجد,                                                               | 300.000                      | 130.000     | Islamabad                | Pakistan                     | Modern islamisch, Osmanisch       | 1986    |      |
| Zentralmoschee von Astana kasachisch Астана қаласының Орталық мешіті                         | 230.000                      |             |                          | Kasachstan                   | Osmanisch                         | 2022    |      |
| Istiqlal-Moschee indonesisch Masjid Istiqlal                                                 | 200.000                      |             | Jakarta                  | Indonesien                   | Internationaler Stil              | 1978    |      |
| Taj-ul-Masajid Urdu تاج المساجد                                                              | 175.000                      | 23.000      | Bhopal                   | Indien                       | Mogul                             | 1901    |      |
| Dschamkarān-Moschee persisch مسجد جمکران                                                     | 150.000                      | 38.000      | Ghom                     | Iran                         | Persisch                          | 984     |      |
| Imam-Husain-Schrein arabisch مَقـام الإمـام الـحـسـيـن ابـن عـلي                              | 150.000                      | 20.000      | Karbela                  | Irak                         | Islamisch                         | 680     |      |
| Große Moschee von Algier arabisch مسجد الجزائر الأعظم                                        | 120.000                      | 20.000      | Algier                   | Algerien                     | Modern islamisch                  | 2019    |      |
| Misr-Moschee arabisch مسجد مصر                                                               | 107.000                      | 19.000      | Neue Hauptstadt Ägyptens | Ägypten                      | Islamisch                         | 2023    |      |
| Hassan-II.-Moschee arabisch مسجد الحسن الثاني                                                | 105.000                      |             | Casablanca               | Marokko                      | Maurisch, Marokkanisch            | 1993    |      |
| Badshahi-Moschee Urdu بادشاہی مسجد                                                           | 100.000                      |             | Lahore                   | Pakistan                     | Mogul                             | 1673    |      |
| Große Jamia Moschee Urdu گرینڈ جامع مسجد                                                     | 70.000                       |             | Lahore                   | Pakistan                     | Islamisch, Mogul                  | 2014    |      |
| Çamlıca-Moschee türkisch Çamlıca Camii                                                       | 63.000                       |             | Istanbul                 | Türkei                       | Osmanisch                         | 2013    |      |
| Sultan Haji Hassanal Bolkiah Masjid Tagalog Sultan Haji Hassanal Bolkiah Masjid              | 60.000                       |             | Cotabato City            | Philippinen                  | Islamisch                         | 2011    |      |
| Große Makki-Moschee von Zahedan persisch مسجد جامع مکی                                       | 60.000                       | 33.000      | Zahedan                  | Iran                         | Osmanisch                         | 1971    |      |
| Al-Akbar-Moschee indonesisch: Masjid Al-Akbar                                                | 59.000                       |             | Surabaya                 | Indonesien                   | Indonesisch, Islamisch            | 2000    |      |
| Baitul Jannat Jame-Moschee                                                                   | 50.000                       | 50.000      | Dhaka                    | Bangladesch                  | Modern                            | 2020    |      |
| Al-Markaz Al-Islami-Moschee indonesisch: Masjid Al-Markaz Al-Islami                          | 50.000                       |             | Makassar                 | Indonesien                   | indonesisch                       | 1996    |      |
| Große Moschee An-Nur indonesisch: Masjid Agung An-Nur                                        | 45.000                       |             | Pekanbaru                | Indonesien                   | Malaiisch, Osmanisch, Islamisch   | 2000    |      |
| Al-Saleh-Moschee arabisch: جامع الصالح                                                       | 44.000                       | 27.300      | Sana'a                   | Jemen                        | Islamisch, Jemenitisch            | 2008    |      |
| Scheich-Zayid-Moschee arabisch جامع الشيخ زايد الكبير                                        | 41.000                       | 22.412      | Abu Dhabi                | Vereinigte Arabische Emirate | Persisch, Maurisch, Mogul         | 2007    |      |
| Bait ul-Mokarram bengalisch: বায়তুল মোকাররম                                                      | 40.000                       |             | Dhaka                    | Bangladesch                  | Islamisch                         | 1960    |      |
| Islamisches Zentrum Samarinda-Moschee indonesisch Masjid Islamic Centre Samarinda            | 40.000                       | 43.500      | Samarinda                | Indonesien                   | Osmanisch, Griechisch             |         |      |
| Jamia Masjid Urdu جامع مسجد سرینگر                                                           | 33.333                       |             | Srinagar                 | Indien                       | Mogul                             | 1400    |      |
| 1. November 1954 Große Moschee arabisch: المسجد الكبير 1 نوفمبر 1954                         | 30.000                       | 42.000      | Batna                    | Algerien                     | Modern islamisch                  | 2003    |      |
| Große Moschee Baiturrahman indonesisch: Masjid Raya Baiturrahman                             | 30.000                       |             | Banda Aceh               | Indonesien                   | Indo-Sarazenisch, Mogul, Maurisch | 1881    |      |
| Al-Jabbar-Moschee indonesisch: Masjid Raya Al Jabbar                                         | 30.000                       |             | Bandung                  | Indonesien                   | Osmanisch, Sundanesisch           | 2022    |      |
| Massalikoul-Djinane-Moschee französisch: Mosquée Massalikoul Djinane                         | 30.000                       | 10.000      | Dakar                    | Senegal                      |                                   | 2019    |      |
| Imam Muhammad ibn ʿAbd al-Wahhāb-Moschee arabisch: مسجد محمد بن عبد الوهاب                   | 30.000                       |             | Doha                     | Katar                        | Islamisch                         | 2010    |      |
| Moschee im Namen des Propheten Mohammed tschetschenisch: Мухьаммад Пайхамаран цӀарах маьждиг | 100.000 (Freigelände) 30.000 |             | Schali                   | Russland                     | Islamisch, Timuridisch            | 2019    |      |
| Sabancı-Zentralmoschee türkisch Sabancı Merkez Camii                                         | 28.500                       |             | Adana                    | Türkei                       | Neoosmanisch                      | 1998    |      |
| CMH Masjid Jhelum                                                                            | 25.000                       |             | Jhelam                   | Pakistan                     | Mogul                             | 1950    |      |
| Jama Masjid Urdu جامع مسجد                                                                   | 25.000                       |             | Delhi                    | Indien                       | Mogul                             | 1656    |      |
| Abdul-Aziz-Shah-Moschee malaiisch: Masjid Sultan Salahuddin Abdul Aziz                       | 24.000                       |             | Shah Alam                | Malaysia                     | Malaiisch, Modern                 | 1988    |      |
| Masjid Al-Dahab Tagalog Moskeng Ginto                                                        | 22.000                       |             | Manila                   | Philippinen                  | Maranao, Maguindanao, Tausug      | 1976    |      |
| Al-Azhar-Moschee arabisch: جامع الْأزهـر                                                      | 20.000                       |             | Kairo                    | Ägypten                      | Fatimidisch                       | 972     |      |
| Dian Al-Mahri-Moschee indonesisch: Masjid Dian Al-Mahri                                      | 20.000                       |             | Depok                    | Indonesien                   | Persisch, Mogul                   | 2006    |      |
| Große Moschee von Conakry französisch: Grande Mosquée de Conakry                             | 20.000                       |             | Conakry                  | Guinea                       | Sudano-Sahelisch                  | 1982    |      |
| Große Moschee von Westsumatra indonesisch: Masjid Raya Sumatera Barat                        | 20.000                       |             | Padang                   | Indonesien                   | Minangkabauisch                   | 2014    |      |
| Heytgah-Moschee chinesisch: 艾提尕尔清真寺 uighurisch: ھېيتگاھ مەسچىتى                       | 20.000                       |             | Kaschgar                 | Volksrepublik China          | Chinesisch, Islamisch             | 1442    |      |
| Shah-Jahan-Moschee Urdu: شاہ جہاں مسجد                                                       | 20.000                       |             | Thatta                   | Pakistan                     | Mogul, Timuridisch                | 1659    |      |
| Große Sultan-Qabus-Moschee arabisch: جامع السلطان قابوس الأكبر                               | 20.000                       | 416.000     | Maskat                   | Oman                         | Modern islamisch                  | 2001    |      |
| Tuanku Mizan Zainal Abidin-Moschee malaiisch: Masjid Tuanku Mizan Zainal Abidin              | 20.000                       |             | Putrajaya                | Malaysia                     | Modern                            | 2009    |      |
| Hagia Sophia türkisch Ayasofya Camii                                                         | 18.000                       |             | Istanbul                 | Türkei                       | Byzantinisch                      | 537     |      |
| Al-Fattah-al-Alim-Moschee arabisch: مَسجِد الفَتّاح العَليم                                       | 17.000                       |             | Neue Hauptstadt Ägyptens | Ägypten                      | Islamisch, Fatimidisch            | 2019    |      |
| Föderalterritoriumsmoschee malaiisch: Masjid Wilayah Persekutuan                             | 17.000                       |             | Kuala Lumpur             | Malaysia                     | Osmanisch, Malaiisch              | 2000    |      |
| Große Moschee von Machatschkala russisch Джума мечеть Махачкалы                              | 17.000                       |             | Machatschkala            | Russland                     | Osmanisch                         | 1998    |      |
| Große Moschee KH Hasyim Asy'ari indonesisch: Masjid Raya KH Hasyim Asy'ari                   | 16.000                       |             | Jakarta                  | Indonesien                   | Betawisch, Indonesisch islamisch  | 2013    |      |
| 201 Dome-Moschee                                                                             | 15.000                       |             | Tangail                  | Bangladesch                  | Islamisch                         | 2019    |      |
| Emir Abdelkader-Moschee arabisch: مسجد الْأميـر عبد القادر                                    | 15.000                       |             | Constantine              | Algerien                     | Islamisch                         | 1994    |      |
| Kocatepe-Moschee türkisch: Kocatepe Camii                                                    | 15.000                       |             | Ankara                   | Türkei                       | Modern, Neoosmanisch              | 1987    |      |
| Große Moschee von Zentraljava indonesisch: Masjid Agung Jawa Tengah                          | 15.000                       | 100.000     | Semarang                 | Indonesien                   | Javanesisch, Griechisch           | 2006    |      |
| Große Moschee von Palembang indonesisch: Masjid Agung Palembang                              | 15.000                       |             | Palembang                | Indonesien                   | Malaiisch, Chinesisch             | 1738    |      |
| Große Moschee von Sabilal Muhtadin indonesisch: Masjid Raya Sabilal Muhtadin                 | 15.000                       |             | Banjarmasin              | Indonesien                   | Banjaresisch, Neoklassisch        | 1979    |      |
| Masjid Negara malaiisch: Masjid Negara Malaysia                                              | 15.000                       |             | Kuala Lumpur             | Malaysia                     | Modern                            | 1965    |      |
| Masjid Putra malaiisch Masjid Putra                                                          | 15.000                       |             | Putrajaya                | Malaysia                     | Modern, Mamelukisch               | 1997    |      |